# Regione di Batken
La regione di Batken (in kirghiso Баткен облусу?, Batken oblusu) è una regione (oblast) del Kirghizistan con 537 365 abitanti al 2020 ed ha come capoluogo Batken.
La regione è la più recente tra quelle chirghise, venne creata scorporando i tre distretti più occidentali della regione di Oš nel 1999.

## Geografia fisica

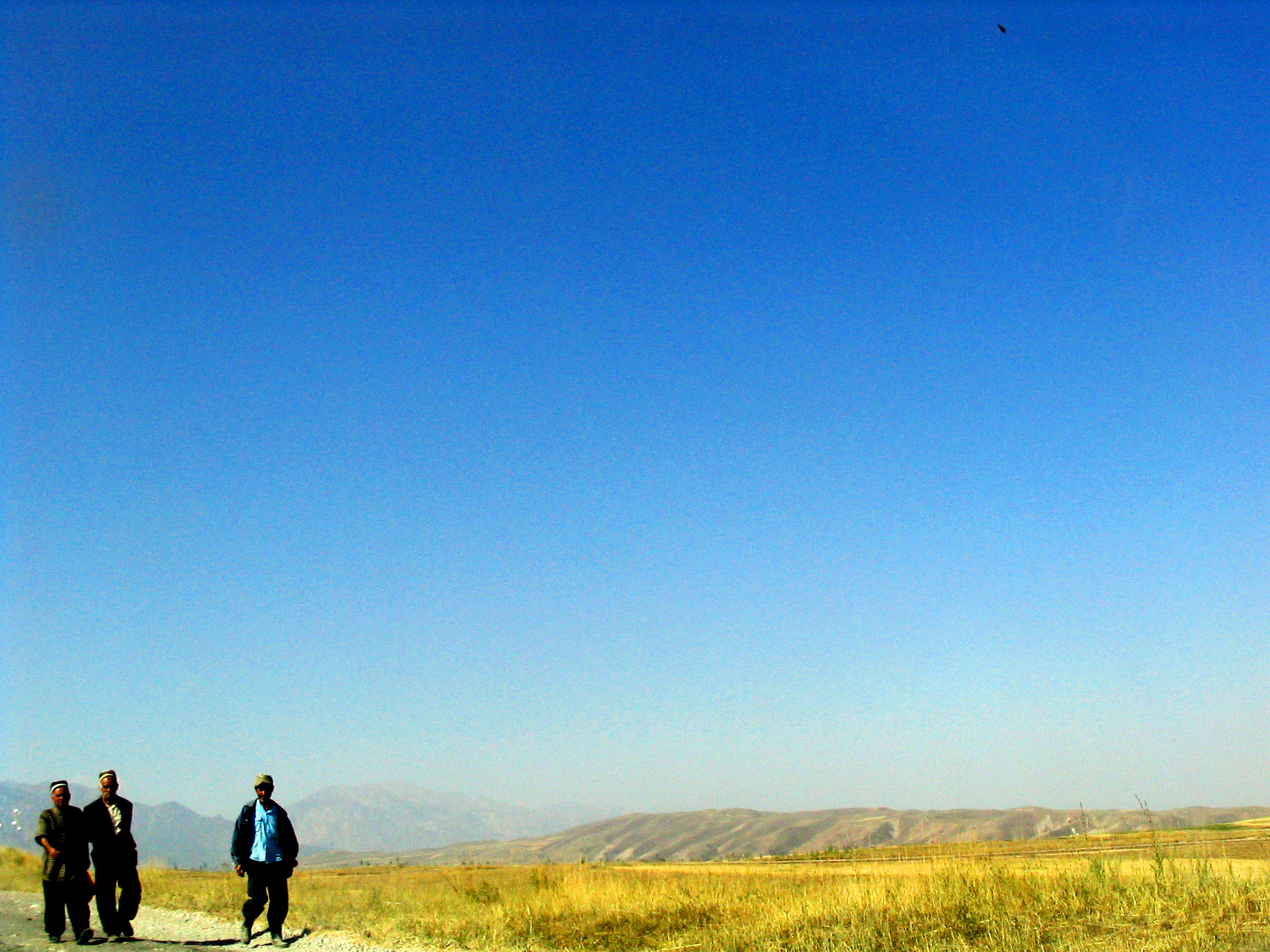
Paesaggio della regione.

All'interno del territorio si trovano svariate enclavi uzbeke e tagike, eredità del ridisegnamento dei confini operato da Stalin negli anni trenta; dal momento che con la dissoluzione dell'Unione Sovietica queste aree ora appartengono a stati sovrani, le enclavi sono causa di significativi problemi per il trasporto merci e passeggeri all'interno della regione.

## Geografia antropica

### Suddivisioni amministrative
La regione è suddivisa in tre distretti (rajon):
| Distretto | Capoluogo |
| --------- | --------- |
| Batken    | Batken    |
| Kadamžaj  | Pul'gon   |
| Lejlek    | Isfana    |